# Michel Tarchaniotès
Michel Tarchaniotès (grec: Μιχαήλ Ταρχανειώτης), est un général byzantin en poste durant les règnes de Michel VIII Paléologue et d'Andronic II Paléologue. 

## Biographie
Grand domestique sous Michel VIII, Michel Tarchaniotè participe à la campagne contre les Turcs en Asie Mineure en 1278. Il agit en conseiller de son cousin, le jeune Andronic Paléologue, fils de Michel VIII et couronné coempereur dès 1272. À cette date, il n'est âgé que de 19 ans et c'est bien Michel Tarchaniotès qui commande l'armée dans les faits. Il réussit à libérer la vallée du Méandre et Andronic en profite pour rebâtir la ville de Tralles qu'il renomme Andronicopolis. Toutefois, cette dernière chute dès l'année suivante du fait du manque de vivres.
Il joue aussi un rôle important dans la guerre contre Charles Ier d'Anjou qui cherche à mettre la main sur l'Empire byzantin. En 1280, Charles d'Anjou envoie une armée de 8 000 hommes dirigée par Hugues de Sully assiéger Berat en Albanie. La prise de cette ville ouvrirait une brèche dans le système défensif byzantin et Michel VIII réagit en envoyant une armée dirigée par Michel Tarchaniotès et Jean Synadénos. Tarchaniotès arrive près de Berat au printemps de 1281. Hugues de Sully souhaite immédiatement mettre en déroute cette armée de secours et il conduit une reconnaissance avec quelques hommes. Toutefois, il tombe dans une embuscade byzantine dans laquelle il est fait prisonnier. Désemparée, l'armée angevine se replie en désordre, poursuivie par Tarchaniotès qui en profite pour capturer la plupart des chefs angevins et amasser un important butin.
À la suite de la mort de Michel VIII, il sert le fils de ce dernier, Andronic II. En 1283, il est envoyé en Thessalie. À cette date, l'empereur byzantin est allié au despote d'Épire Nicéphore et en profite pour demander à l'épouse de ce dernier de favoriser la capture d'un des fils de Jean Doukas, le dirigeant de la Thessalie qui continue d'entretenir une politique d'opposition envers l'Empire byzantin. Michel est donc placé à la tête de l'armée devant soutenir l'action d'Anne, l'épouse de Nicéphore. Toutefois, l'expédition est frappée par la malaria qui décime l'armée byzantine, y compris Michel qui meurt au cours de ces évènements. Malgré tout, Anne réussit à capturer le fils de Jean Doukas.